# Pittura fiamminga a Genova
Per pittura fiamminga a Genova si intende la pittura fiamminga importata in Genova grazie agli scambi commerciali e poi monetari, relativi all'attività dei banchieri genovesi, avvenuti tra Genova e le Fiandre.
L'importazione a Genova di tali opere si ha a partire dal XV secolo, a cominciare dalla Pala Giustiniani di Van Eyck. Tali opere in Genova vennero poi disperse in seguito alle soppressioni dei conventi 
sotto la Repubblica Ligure (1797)e, successivamente, a causa delle vendite private nell'Ottocento. 

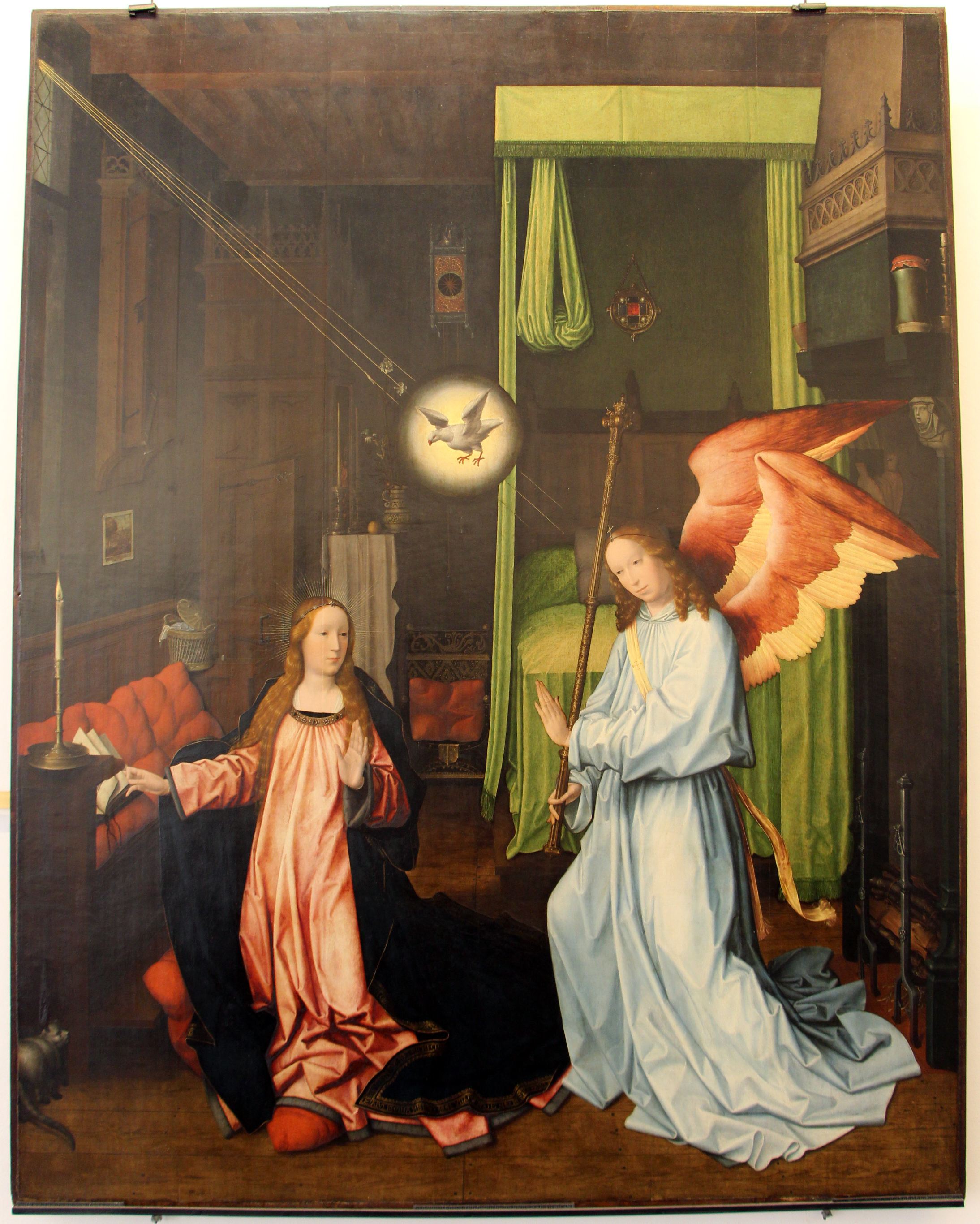
Annunciazione di Jan Provoost, Olio su tavola

Tra le opere più importanti a Palazzo Bianco attualmente sono esposte il Cristo benedicente di Hans Memling (1435/40 – 1494), Storie di San Giovanni Evangelista di Gerard David (1460 circa-1523), la Madonna col Bambino di Joos van Cleve (circa 1485-1540/41), San Pietro e Santa Elisabetta d’Ungheria e l'Annunciazione di Jan Provost (1465-1529).

## XVI secolo
Note sono le opere provenienti dal monastero della Cervara, come il famoso polittico di Gerard David, commissionato nel 1506.
In sintonia ad esso, almeno per quanto riguarda alla sobrietà raccolta in un interno, è l'Annunciazione di Jan Provost. Venne dipinta nel 1515 per la chiesa di San Colombano. La chiesa che lo ospitava (San Colombano, già chiesa benedettina, poi accorpata all'Ospedale degli Incurabili o Ospedaletto, in Piccapietra) venne distrutta e, attualmente, la pala si trova a Palazzo Bianco, nelle stesse sale riservate ai Fiamminghi dove sta anche la pala di David.
Un altro trittico fiammingo lo si trova nella chiesa di San Lorenzo della Costa, di autore incerto, ma sicuramente fiammingo. Questa è una delle poche opere che non hanno mutato collocazione nel corso dei secoli.

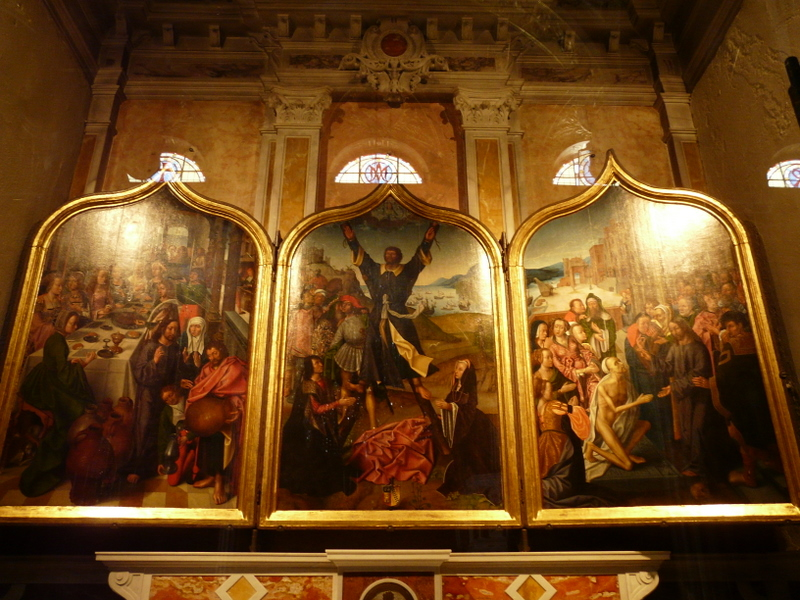
Trittico di Sant'Andrea, di scuola fiamminga, custodito nella chiesa di San Lorenzo, San Lorenzo della Costa, Santa Margherita Ligure, Liguria, Italia

Sempre del XVI secolo è il famoso Trittico in San Donato o l'Adorazione dei Magi di Joos van Cleve, in cui compare il committente genovese Stefano Raggi. Dello stesso autore è un ritratto femminile ora alla Galleria nazionale di palazzo Spinola.
L'Adorazione dei Magi, scomparso nell'assedio austriaco di Genova del 1746 è ricomparso anni dopo a Dresda, dove si trova tuttora accanto alla pala Giustiniani di Van Eyck del secolo precedente. Oggi si trova nuovamente presso la Chiesa di San Donato a Genova.
Altro autore che lavora per committenti genovesi è Jan Matsys, figlio di Quentin, che esegue una Madonna ora a Palazzo Bianco. Questo artista opera all'epoca di Andrea Doria e introduce nell'arte delle Fiandre ulteriori elementi manieristico-rinascimentali. Di lui è nota la Pala con il giardino di Flora, sul cui sfondo si riproduce minuziosamente la conformazione della città di Genova al tempo dell'arrivo al potere di Andrea Doria.

## XVII secolo

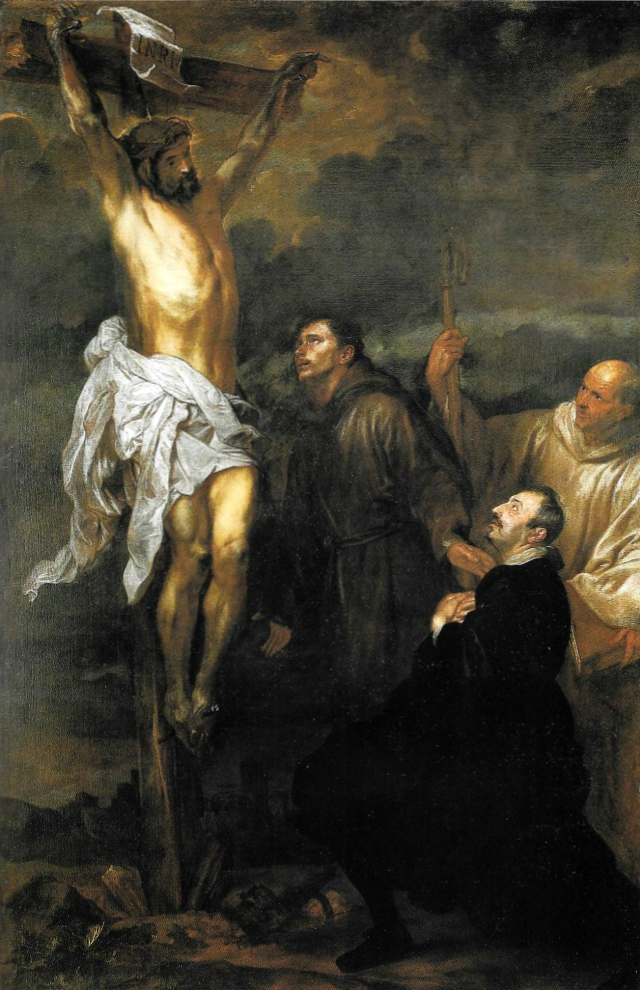
La Crocifissione del Van Dyck nella chiesa di San Michele Arcangelo a San Michele di Pagana

Nel Seicento furono attivi in città i due artisti di gran lunga più importanti (anche per il gran numero di opere che ci hanno lasciato) per la pittura fiamminga a Genova: Paul Rubens e Antoon van Dyck.
Il primo dei due maestri a soggiornare a Genova fu Rubens che si dedicò sia alla realizzazione di opere di tema religioso – alcune di queste sono tuttora in situ come quelle della chiesa del Gesù – sia alla realizzazione di ritratti di appartenenti alla nobiltà genovese. Tra questi è ammirabile ancora in città il ritratto equestre di Gio. Carlo Doria. A Palazzo Bianco è anche esposta la tavola Venere e Marte o Allegoria dell intemperanza. A Rubens, inoltre, si deve una magnifica serie di incisioni sui palazzi gentilizi genovesi pubblicati in un volume (I Palazzi Genovesi) che ebbe vasta diffusione in tutta Europa. 
Alcuni anni dopo il soggiorno di Rubens raggiunse Genova Antoon van Dyck ed anch'egli realizzò numerosi (nell'ordine di diverse decine) ritratti della nobiltà genovese, che sono unanimemente ritenuti tra i più pregevoli esempi di ritratto barocco. A causa delle molteplici alienazioni dei patrimoni della nobiltà genovese la gran parte di queste opere abbondonò poi Genova, e sono ora distribuite tra i musei e le collezioni di tutto il mondo, ma alcuni mirabili esempi della ritrattistica vandychina sono ancora fortunatamente in città, come il Ritratto equestre di Anton Giulio Brignole-Sale che per la stessa ripresa del tema equestre si pone in linea di continuità con il precedente rubensiano. Se negli anni genovesi la ritrattistica fu certamente l'attività principale di Van Dyck, anche il giovane maestro di Anversa ebbe modo di cimentarsi sui temi sacri come nel caso dell'imponente Crocifissione dellachiesa di San Michele Arcangelo a San Michele di Pagana, commissionata dal genovese Francesco Orero.
In questo periodo sono presenti anche alcuni pittori che sono pure mercanti d'arte e punti di riferimento: Cornelis de Wael è il più noto di questi ed è anche il tramite con gli artisti che dall'Europa Settentrionale si recavano a Roma.